# ITT Interconnect Solutions

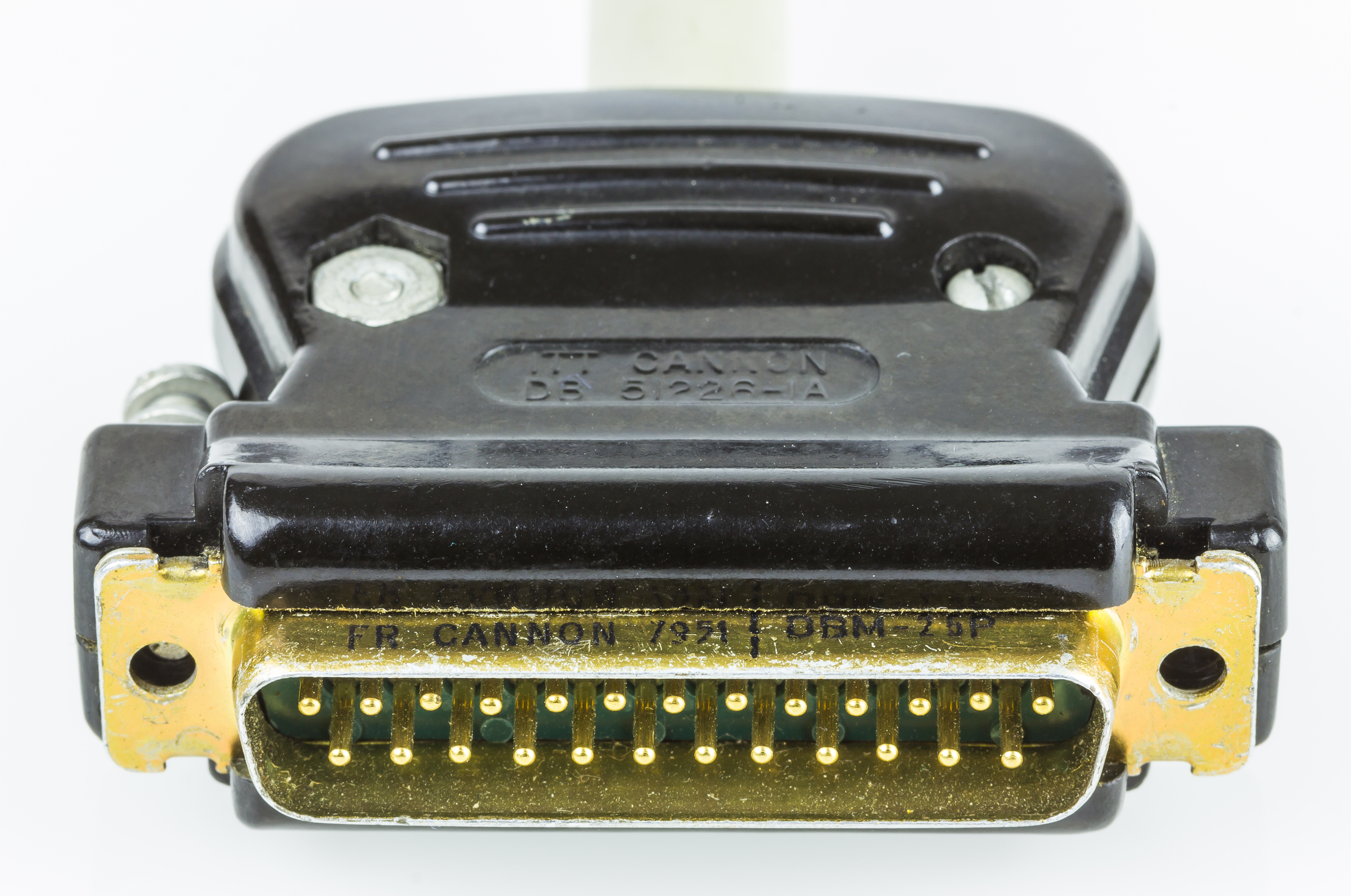
Cannon DBM-25 pin

La ITT Interconnect Solutions è una società statunitense di componenti elettronici specializzata in connettori elettrici.

## Storia

### Cannon
È stata fondata nel 1915 come Cannon dal James H. Cannon, che sviluppava apparecchi per l'audio nel film sonoro agli albori dell'industria cinematografica. Sviluppò un sistema di sincronizzazione delle immagini con un fonografo collegato meccanicamente al motore del proiettore cinematografico. Il primo connettore elettrico  "Cannon plug", l' M-1, fu disegnato per collegamento nella massa a terra per il motore elettrico di un tritacarne elettrico e fu adattato poi per applicazioni audio. Il Cannon M-1 venne impiegato nelle apparecchiature per girare il primo film sonoro The Jazz Singer. Cannon proseguì nello sviluppo di connettori per il settore audio-video, compresa la serie “P” sviluppata per la Paramount Studios, e negli anni a seguire anche in ambito radiodiffusione e telediffusione.
Nei primi anni '30, Cannon fu ingaggiato dalla Douglas Aircraft Company per sviluppare un connettore circolare da usare sul DC-1 e sul successivo DC-2 e DC-3. La McDonnell Douglas Aircraft rimase cliente Cannon per tanti altri anni a seguire. Durante gli anni della seconda guerra mondiale, Cannon iniziò a produrre in serie grosse quantità di connettori elettrici circolari, usati dalla maggior parte dei costruttori americani. La serie Cannon AN ("Army/Navy") fu de facto uno standard industriale nel campo militare.

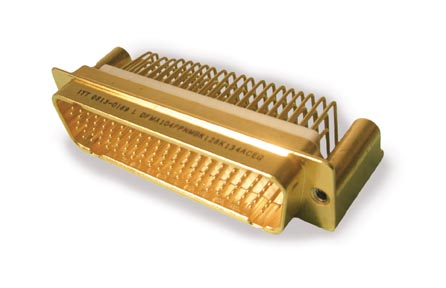
D-sub Connector

Nel 1952 venne inventato il connettore D-subminiature. Questo connettore divenne anch'esso uno standard industriale, usato negli ambiti ad alta tecnologia militari e aerospaziali. La odierna ITT Interconnect Solutions (ICS) ha nel suo catalogo diversi derivati per il settore informatico come per le linea SCSI, RS-232 e VGA.

### ITT Cannon

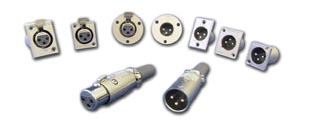
XLR Audio Connector

Nel 1963 la società viene acquisita dalla ITT, diventando ITT Cannon.
La ITT Cannon sviluppò negli anni'50 il connettore XLR per applicazioni militari e per il settore audio professionale. La serie XL audio connector diventa nel tempo una soluzione standard per i segnali analogici che digitali. Nel 2008 tale connettore viene inserito nella Technology Hall of Fame dalla Mix Foundation.

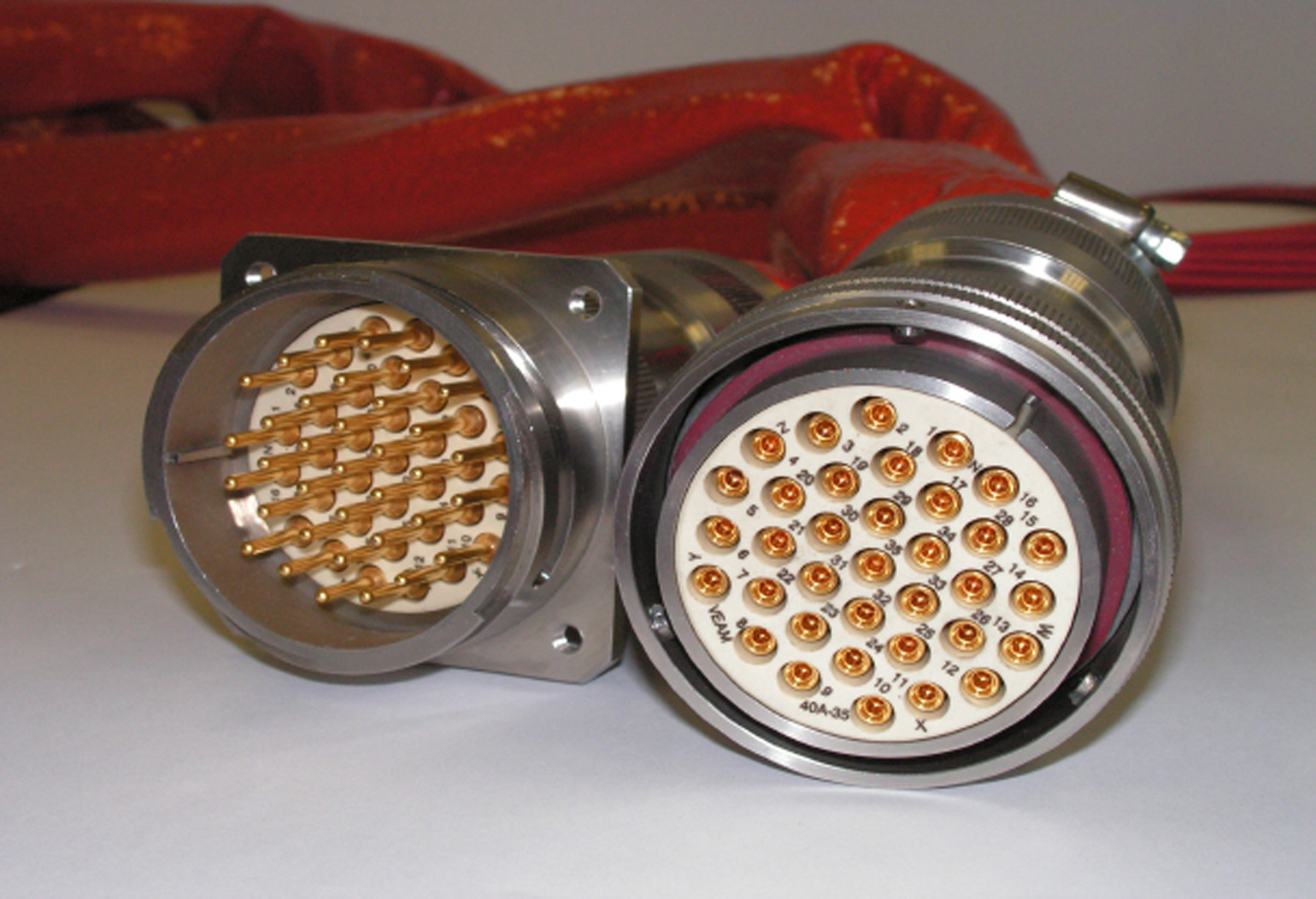
Connettori circolari

Nei decenni successivi diventa fornitrice per programmi aerospaziali in collaborazione con la NASA che premierà Cannon con la Medallion for Distinguished Service per il contributo dato alla missione sulla Luna. La United Space Alliance premiò la ITT Interconnect Solutions con un certificato di apprezzamento per i connettori elettrici e ottici.
ITT Cannon è nel settore medicale con connessioni per fibra ottica miniaturizzate. Così come nel settore automotive con connessioni elettriche.
Nel 2001 viene acquisita la BIW specializzata in connessioni impermeabili.

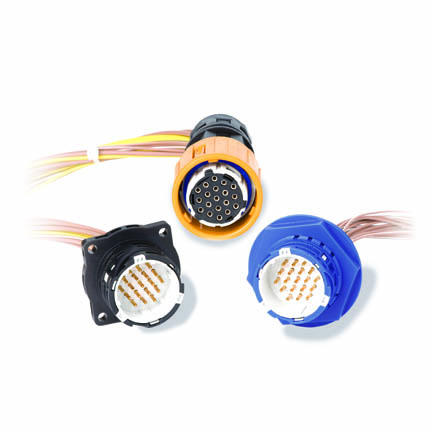
APD Connectors

Nel 2003 ITT Cannon acquista VEAM, costruttore di connettori elettrici.

### ITT Interconnect Solutions
Nel 2007 ITT Cannon cambia nome in ITT Interconnect Solutions con sede a Irvine (California). ITT Interconnect Solutions è una divisione di ITT Corporation.